# Gunung Kareungreu Boh
Gunung Kareungreu Boh är ett berg i Indonesien.   Det ligger i provinsen Aceh, i den västra delen av landet, 1 700 km nordväst om huvudstaden Jakarta. Toppen på Gunung Kareungreu Boh är 1 108 meter över havet.
Terrängen runt Gunung Kareungreu Boh är kuperad.Runt Gunung Kareungreu Boh är det mycket glesbefolkat, med 2 invånare per kvadratkilometer. I omgivningarna runt Gunung Kareungreu Boh växer i huvudsak städsegrön lövskog.